# Sing for You
Sing for You è il quarto EP del gruppo musicale sudcoreano-cinese EXO, pubblicato il 10 dicembre 2015.

## Tracce

### Versione coreana
1. Unfair (불공평해?) – 3:02 (testo: Deanfluenza – musica: Deanfluenza (Joombas), Beat&Keys (Joombas))
2. Sing For You – 3:55 (testo: Kenzie – musica: Matthew Tishler, Felicia Barton, Aaron Benward)
3. Girl x Friend – 3:42 (testo: JQ (Makeumine Works), Seolim (Makeumine Works), Ji Ye-won (Makeumine Works) – musica: LDN Noise, Adrian McKinnon, Jeremy "Tay" Jasper, ShAun)
4. On the Snow (발자국?, lit. Footprint) – 3:23 (testo: Ryu Da-som – musica: LDN Noise, Andrew Choi, Ylva Dimberg (The Kennel))
5. Lightsaber – 3:05 (testo: Chanyeol, MQ (BeatBurger), Jung Joo-hee – musica: LDN Noise, Adrian McKinnon) – Bonus Track

### Versione cinese
1. Unfair (偏心T) – 3:02 (testo: Deanfluenza, DeerJenny – musica: Deanfluenza (Joombas), Beat&Keys (Joombas))
2. Sing for You (爲你而唱T) – 3:55 (testo: Zhou Weijie – musica: Matthew Tishler, Felicia Barton, Aaron Benward)
3. Girl x Friend (女 x 友T) – 3:42 (testo: JQ (Makeumine Works), Seolim (Makeumine Works), Ji Ye-won (Makeumine Works), Lin Xinye – musica: LDN Noise, Adrian McKinnon, Jeremy "Tay" Jasper, ShAun)
4. On the Snow (脚印T) – 3:23 (testo: Ryu Da-som – musica: LDN Noise, Andrew Choi, Ylva Dimberg (The Kennel))
5. Lightsaber (光剑T) – 3:05 (testo: Jung Joo-hee, Wang Yajun – musica: LDN Noise, Adrian McKinnon)

## Classifiche

### Classifiche settimanali
| Classifica (2015) | Posizione massima | Posizione massima |
| Classifica (2015) | KOR               | CHI               |
| ----------------- | ----------------- | ----------------- |
| Corea del Sud     | 1                 | 2                 |
| Giappone          | 6                 | 12                |

### Classifiche di fine anno
| Classifica (2015) | Posizione | Posizione |
| Classifica (2015) | KOR       | CHI       |
| ----------------- | --------- | --------- |
| Corea del Sud     | 2         | 7         |